# Nuclear Fire
Nuclear Fire – trzeci album studyjny niemieckiego zespołu Primal Fear wydany w styczniu 2001 roku. Muzyka na nim zaprezentowana to heavy metal przypominający dokonania Judas Priest, szczególnie z płyty Painkiller. Płyta wspięła się na 37. miejsce na listach najpopularniejszych albumów w Niemczech.

## Lista utworów
1. „Angel In Black” – 3:58
2. „Kiss Of Death” – 3:49
3. „Back From Hell” – 3:45
4. „Now Or Never” – 5:33
5. „Fight The Fire” – 4:23
6. „Eye Of An Eagle” – 4:27
7. „Bleed For Me” – 5:04
8. „Nuclear Fire” – 4:23
9. „Red Rain” – 4:50
10. „Iron Fist In A Velvet Glove” – 5:17
11. „Fire On The Horizon” – 3:30
12. „Living For Metal” – 3:41

## Twórcy
- Ralf Scheepers – śpiew
- Stefan Leibing – gitara
- Henny Wolter – gitara
- Mat Sinner – gitara basowa
- Klaus Sperling – perkusja

## Informacje o albumie
- miks – Hollywood Blazers
- inżynieria – Achim Köhler

miks i realizacja nagrań w House of Music Studios (Niemcy)
- producent – Mat Sinner
- wydany na świecie przez Nuclear Blast, oprócz Japonii i Azji – JVC/Victor